# Marskärsberget
Marskärsberget är öar i Finland. De ligger i Norra kvarken och i kommunen Korsnäs i landskapet Österbotten, i den västra delen av landet. Öarna ligger omkring 33 kilometer sydväst om Vasa och omkring 360 kilometer nordväst om Helsingfors.
Arean för den av öarna koordinaterna pekar på är 5,6 hektar och dess största längd är 460 meter i nord-sydlig riktning.

## Klimat
Inlandsklimat råder i trakten. Årsmedeltemperaturen i trakten är 2 °C. Den varmaste månaden är juli, då medeltemperaturen är 15 °C, och den kallaste är februari, med −10 °C.